# Billo's Caracas Boys
Billo's Caracas Boys é uma orquestra musical venezuelana fundada pelo dominicano-venezuelano Luis María Frómeta, mais conhecido como Billo Frómeta o 31 de agosto de 1940, a qual dirigiu até seu fallecimiento ocorrido o 5 de maio de 1988.
A influência primordial da orquestra, desde seus começos, foi a música caribenha, especificamente a cumbia venezuelana, música caribenha colombiana e a música cubana, e armaram um repertório composto por boleros e salsa.

## Recorde Guinness
No carnaval de Santa Cruz de Tenerife de 1987, a Billo's Caracas Boys junto com a cantora cubana Celia Cruz estabeleceram um Recorde Guinness como o concerto maior ao ar livre primeiramente grátis com uma assistência de 250.000 pessoas na praça de Espanha.

## Vocalistas e colaboradores
Incorpora-se uma lista de grande parte dos cantores de planta e colaboradores da orquestra, nas três denominadas repúblicas e posterior à morte do maestro Billo Frómeta. Em negrita, correspondem aos cantores atuais.
| - Negrito Chapuseaux - Ñiñí Vásquez - Kuroky Sánchez - César Espín - Víctor Pérez - Miguel Briceño - Negro Barrios - Rafa Galindo - Manolo Monterrey - Marco Tulio Maristany - José María Madrid - Juan Bautista Llopis - Felipe Dulzaides - Alci Sánchez - Candita Vázquez - Sara Arceo - Rafa Robles - Carmen Pareja - Pío Leyva - Carlos Díaz - Nelson Pulido - Luisín Landáez - Miltinho - Mario Suárez - Alberto Beltrán | - Víctor Piñero - Felipe Pirela - Cheo García - Joe Urdaneta - José Luis Rodríguez - Memo Morales - Nelson Henríquez - Rafael Araque - Humberto Zárraga - Alfredo Sadel - Héctor Cabrera - Billo Frómeta - Ely Méndez - Gustavo Farrera - Víctor Morillo - Oswaldo Delgado - Abel García - Raúl Mora - Ender Carruyo - Renzo Lárez - Jesús Whettel - Erick Francheschi - Héctor Monteverde - Félix Suárez - Omar Morado | - Wladimir Lozano - Oscar D'León - Wolfgang Perdomo - Betulio Medina - Mario Rocco - Cheo Mijares - Jesús Briceño - José Cheo Atencio - Chuchú Bravo - Freddy Laya - Gonzalo Martínez - Milton Pereira - Franklin Sánchez - Abraham Casanova - José Lugo - Roseliano Pérez - Jorge Suárez - José Luis Roa - Cheo Useche - Jesús Pérez Lárez |

## Discografía
| - Recordando al Roof Garden (1958) - Fiesta con Billo's (1958) - Evocación (1958) - La Lisa - Maracaibo (1959) - Tres viejos amigos (1959) - Baile de carnaval (1959) - Navidad con Billo (1959) - Oyendo a Billo (1959) - Billo presenta: Candita Vázquez con su orquesta (1959) - Billo - Miltiño, doctores en ritmo (1959) - Éxitos de Billo (1959) - Paula (1960) - Comunicando (1960) - Pobre del pobre (1961) - Canciones de ayer y hoy (1961) - Tres regalos (1962) - Historia de mi orquesta Vol. 1 (1962) - Historia de mi orquesta Vol. 2 (1962) - Esta noche... Billo (1962) - Impactos de Billo (1962) - Billo en Fonograma (1963) - Mosaico 10 (1963) - 2 sets con Billo (1963) - Billo en Colombia (1964) - Billo en Santo Domingo (1964) - Cantares de Navidad (1964) - Billo en Puerto Rico (1964) - El yo-yo (1965) - Billo y su música (1965) - Fin de año (1965) - Mosaico 17 (1965) - La niña Isabel (1965) - Nuestro balance (1965) - Anoche no dormí (1965) - La renga (1966) | - De 1937 a 1966 bailando con Billo's (1966) - Felices fiestas (1966) - Se necesitan dos (1967) - Billo y su ritmo (1967) - La rubia y la trigueña (1967) - Mi música es para ti (1967) - Al amanecer (1967) - Cumbiando con Cheo (1968) - Carnaval con Billo (Al compás de Billo) (1968) - Para ti... todo lo que tengo (1968) - Canto a Caracas (1968) - Billo 69 (1968) - La más popular de Venezuela (1969) - Billo 70 (1969) - Billo canta sus canciones (1970) - El pajarillo (1970) - Billo 71 (1970) - La onda de Billo (1971) - Billo 72 (1971) - Billo 72 ½ (1972) - Billo 73 (1972) - Billo 73 ½ (1973) - Billo 74 (1973) - Billo 74 ½ (1974) - Billo 75 (1974) - Billo 75 ½ (1975) - Billo 76 (1975) - Billo 76 ½ (1976) - Billo 77 (1976) - Billo 77 ½ (1977) - Billo 78 (1977) - Billo 78 ½ (1978) - Billo 79 (1978) - Ayer, hoy y siempre Billo (1979) - Fiesta con Billo (1979) | - Cocktail musical (1980) - 1981... Y para todo el año (1980) - Billo y sus invitados (1981) - Billo 81 ½ (1981) - Billo es Billo's (1981) - La nota de Billo (1982) - A gozar muchachos (1982) - La verdad... Billo es Billo's (1983) - La gata borracha (1983) - Caracas quiere una gaita (1983) - Billo en Meridiano (1984) - Oye a Billos (1984) - Nuevo Circo (1985) - A gozar muchachos, Vol.2 (1985) - Que siga la fiesta (1986) - Juntos los grandes del baile (1987) - Sigan bailando (1987) - 50º aniversario (la noche del Gran Salón) (1987) - Juntos de nuevo los grandes del baile (1988) - Viva la Billo's (1988) - Billo's para todos (1989) - El sonido de Billo's (1990) - Billo's 92 (1991) - La medallita (1992) - Sin fronteras (1994) - Sigan bonchando (1996) - No te lo pierdas (1997) - Navidad de Billos (1999) - Se prendió la fiesta (2002) - Algo diferente (2003) - Sigan bailando (2004) - Guarachando (2007) - Estos son los cantantes (2014) - 75 años (2016) |